# Yoenli Hernández Martinez
Yoenli(s) Felician Hernández Martinez (* 30. Juni 1997 in Matanzas) ist ein kubanischer Boxer. Er wurde 2021 und 2023 Weltmeister im Mittelgewicht.

## Karriere
Bei den Weltmeisterschaften 2021 in Belgrad besiegte er Wanderley Pereira aus Brasilien, Birol Aygün aus der Türkei, Sumit Kundu aus Indien, Gabrijel Veočić aus Kroatien, Salvatore Cavallaro aus Italien sowie im Finale Dschambulat Bischamow aus Russland und wurde dadurch Weltmeister im Mittelgewicht. Er ist damit der erste kubanische Boxweltmeister, der vorher keinen Meistertitel auf nationaler Ebene gewann.
2023 wiederholte er in Taschkent den WM-Titelgewinn im Mittelgewicht mit einem Finalsieg gegen Wanderley Pereira.
Nach der WM 2023 verließ er die kubanische Delegation während eines Zwischenstopps in Panama und reiste in die Vereinigten Staaten, wo seine Profiboxkarriere begann. Seit Juli 2024 steht er bei Dream Bigg Management unter Vertrag.